# Gašpar Perušić
Gašpar Perušić od plemena Kolunića (15. stoljeće – Zadar, 10. siječnja 1507.) bio je hrvatski velikaš, banovac Hrvatske i Dalmacije (1484. – 1493.) za banovanja Matije Gereba i Emerika Derenčina, župan u Buškoj župi te kaštelan u Rmanju i Ostrovici iz plemićke obitelji Perušić.
Zajedno s braćom Matkom i Petrom osnovao je oko 1487. godine grad Perušić iz Buških Vrhovina darovanjem Anža (Ivana) VIII. Frankapana Brinjskog, koji to darovanje ponovno potvrđuje 1495. godine iz Brinja.
Kao banovac sudjeluje u raznim bitkama protiv Osmanlija. U zauzvrat za vjernu službu, Anž Frankapan potvrdio je 1495. braći Petru, Gašparu i Marku posjed Perušić i Vrhovinu kod Otočca. Knez Gašpar proširio je svoje posjede iz Like i južno od Velebita, na područje Ravnih kotara. Godine 1492. sudjelovao je u plemićkoj delegaciji koja je na saboru u Budimu priznala pravo Habsburgovaca na hrvatsko-ugarsko prijestolje ako loza Jagelovića ne bude imala potomaka. Imao je dva sina: Gašpara II. i Grgura.